# ترانه‌های کبیر

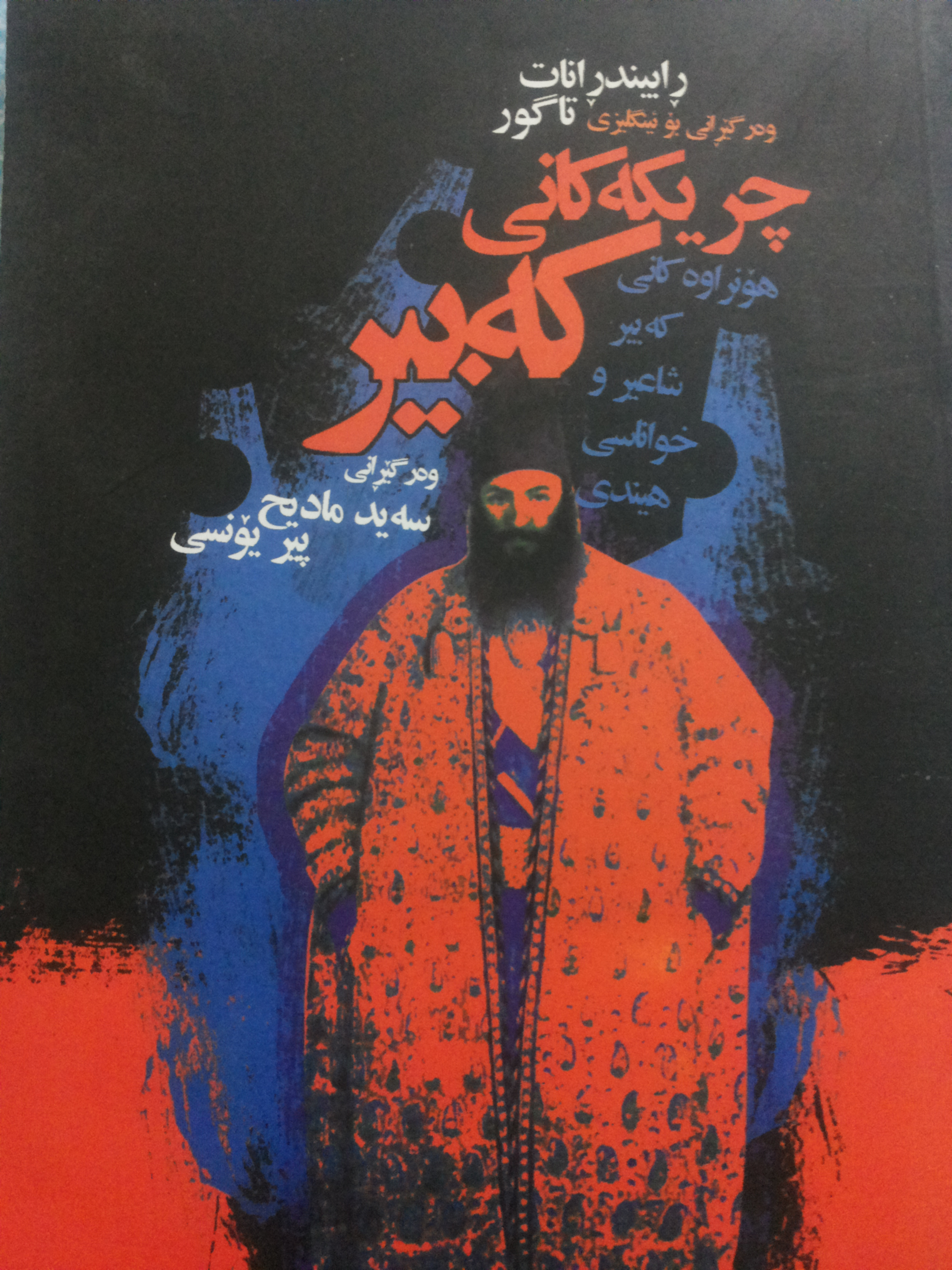
نام پرونده:Songs of Kabir, Kurdish.jpgتوضیحات: جلد کتاب چریک های کبیر

ترانه‌های کبیر (به انگلیسی: Songs of Kabir) مجموعه‌ای از یکصد شعر کبیر شاعر و قدیس هندی است که رابیندرانات تاگور هندی آن را گردآوری و به انگلیسی ترجمه کرده‌است. کبیر در این کتاب تصوف و هندویسم را به هم آمیخته است. این کتاب با مقدمه‌ای از اولین آندرهیل توسط انتشارات مکمیلان نیویورک چاپ شده‌است. ترجمه‌هایی از این کتاب به زبان‌های فارسی و کردی به ترتیب توسط لیلا فرجامی و سید مادح پیریونسی به چاپ رسیده‌است.